# Białe Jezioro (rejon miorski)
Białe Jezioro – dawny zaścianek. Tereny na których leżał znajdują się obecnie na Białorusi, w obwodzie witebskim, w rejonie miorskim, w sielsowiecie Powiacie.

## Historia
W czasach zaborów w gminie Druja, w powiecie dzisieńskim, w guberni wileńskiej Imperium Rosyjskiego. Pod koniec XIX wieku należał do dóbr Krycewicze, własność Niewęgłowskich.
W latach 1921–1945 zaścianek leżał w Polsce, w województwie wileńskim, w powiecie dziśnieńskim, od 1926 w powiecie brasławskim, w gminie Druja.
Według Powszechnego Spisu Ludności z 1921 roku zamieszkiwało tu 35 osób, 33 były wyznania rzymskokatolickiego, 1 prawosławnego a 1 staroobrzędowego. Jednocześnie 10 mieszkańców zadeklarowało polską przynależność narodową a 25 białoruską. Było tu 6 budynków mieszkalnych. W 1931 w 6 domach zamieszkiwało 35 osób.
Wierni należeli do parafii rzymskokatolickiej w Idołcie i prawosławnej w Druji. Miejscowość podlegała pod Sąd Grodzki w Druji i Okręgowy w Wilnie; właściwy urząd pocztowy mieścił się w Druji.